# Ectyoplasia vannus
Ectyoplasia vannus är en svampdjursart som beskrevs av Hooper 1991. Ectyoplasia vannus ingår i släktet Ectyoplasia och familjen Raspailiidae.
Artens utbredningsområde är havet kring Australien. Inga underarter finns listade i Catalogue of Life.